# David Horowitz Freedom Center
David Horowitz Freedom Center (DHFC, alternativt Horowitz), grundad 1988 som Center for the Study of Popular Culture, beskriver sig som en konservativ stiftelse, och bedöms av Southern Poverty Law Center vara en högerextrem amerikansk organisation som främjar islamofobiska föreställningar. Grundat av den politiska aktivisten David Horowitz och hans medarbetare Peter Collier. Grundandet skedde med finansiering från bland annat Olin Foundation, Bradley Foundation och Sarah Scaife Foundation.[källa behövs]
Stiftelsen arrangerar årligen politiska möten och konferenser. Talare under perioden 2008 till 2011 har bland annat varit Michael Steele, Mike Pence, Tim Pawlenty, Newt Gingrich, Michele Bachmann, Geert Wilders, Glenn Beck och Herman Cain.
Parallellt med Southern Poverty Law Center's webbplats Hatewatch bedömning av DHFC som en högerextrem organisation presenterade Center for American Progress 2011 rapporten "Fear Incorporated: the Roots of the Islamophobia Network in the United States" som beskriver DHFC som en framträdande opinionsbildare vad gäller demoniseringen av Islam och att sprida påståendet och rädslan för ett islamistiskt övertagande av det västerländska samhället. Stiftelsen Horowitz svarade kritiken med att hävda att Center for American Progress hade förenat sig med det Muslimska brödraskapet.